# Enrique Iglesias
Enrique Miguel Iglesias Preysler (Madrid, 8 mei 1975) is een Spaanse zanger. Hij zong aanvankelijk alleen in het Spaans, maar breidde tegen het einde van de jaren 90 zijn repertoire uit met liedjes in het Engels en Frans. Sindsdien scoorde hij een aantal grote internationale hits, waaronder Bailamos (1999), Hero (2001), Tired of being sorry (2007), I like it (2010) en El perdón (2015).
Als acteur maakte Iglesias zijn debuut in de film Once Upon a Time in Mexico, die in 2003 uitkwam.

## Biografie
Iglesias is de jongste zoon van de Spaanse Julio Iglesias en Filipijnse Isabel Preysler.
Iglesias ontdekte later in zijn leven dat hij geboren is met een afwijking genaamd situs inversus, waarbij sommige belangrijke organen zich in het lichaam bevinden aan de andere kant van het lichaam dan waar ze zich normaal bevinden.
Iglesias heeft sinds 2002 een relatie met de Russische tennisster/model Anna Koernikova. Ze leerden elkaar kennen op de set van de videoclip voor zijn hit Escape. Iglesias werd in september 2005 gekroond tot 'meest sexy vrijgezel' door het Spaanse tijdschrift People en Español. Hij werd geprezen voor zijn 'smeulende uiterlijk en zijn succesvolle cross-over uitstraling'.
In juni 2007 verscheen Iglesias' album Insomniac waarvan de eerste single Do you know? (The ping pong song) een hit werd. Op 19 november 2007 gaf hij zijn tweede concert in Nederland, in Ahoy Rotterdam. Eerder stond hij in 2002 in dezelfde zaal.
In de voetsporen van zijn vader, die in de jaren 70 en 80 successen kende met liederen in meerdere talen, breidde ook Iglesias zijn repertoire uit met nummers in het Frans. In 2002 bracht hij de single Tes larmes sont mes baisers uit. In 2007 bracht hij samen met zangeres Nâdiya het nummer Laisse le destin l'emporter uit.
In 2010 kwam Iglesias' album Euphoria uit. Daarop staan onder meer de singles I like it (met Pitbull), Heartbeat (met Nicole Scherzinger), Dirty dancer (met Usher & Lil Wayne) en Tonight (I'm f*cking you) (met Ludacris). Zowel de titel als de videoclip van laatstgenoemd nummer kwam hem in verschillende landen op kritiek te staan. Daarom werd deze op sommige plaatsen aangepast tot Tonight (I'm loving you). Vervolgens maakte Iglesias bekend dat hij Euphoria Reloaded zou uitbrengen aan het einde van 2011. De eerste single werd I like how it feels, zijn derde samenwerking met rapper Pitbull. Enkele dagen later verscheen het liedje Mouth 2 mouth (een duet met Jennifer Lopez) op Youtube. Dit werd de tweede single. I like how it feels deed het niet zo goed in de hitlijsten, waarop Iglesias bekendmaakte dat de Reloaded versie van Euphoria niet doorging.
In 2014 kwam zijn album Sex and Love uit. Op 18 november 2014 trad hij op in Amsterdam in het kader van de tournee rond de verschijning van dit album.
Vanaf 2014 leek het een aantal jaar een gewoonte voor Iglesias te worden om jaarlijks wereldwijd een grote Spaanstalige zomerhit te scoren. In 2014 deed hij dat namelijk met Bailando. In de zomer van 2015 scoorde hij samen met Nicky Jam een nog grotere zomerhit met El Perdón, dat in veel landen de nummer 1-positie bereikte, ook in de Nederlandse Top 40. Een zomer later leverde Duele el Corazón Iglesias wederom een grote wereldwijde zomerhit op, om het hitsucces de zomer daarna nog eens dunnetjes over te doen met Súbeme la Radio. In 2018 leek het afgelopen te zijn met de jaarlijkse traditie van de grote Spaanstalige hits. Dat jaar bracht Iglesias met Bad Bunny het nummer El Baño uit, maar dat nummer werd enkel in Spanje, Latijns-Amerika en nog een paar andere Europese landen een (bescheiden) succes. In de meeste landen flopte het nummer echter, waardoor het nummer het succes van de zomerhits van de vier jaar daarvoor niet wist te ervaren.

## Privéleven
In december 2017 kreeg Iglesias een tweeling samen met Koernikova, een jongen en een meisje. Het stel kreeg in januari 2020 nog een dochter.
Iglesias bezit naast de Spaanse nationaliteit tevens de Filipijnse en Amerikaanse nationaliteit.

## Discografie

### Albums
| Album met eventuele hitnotering(en) in de Nederlandse Album Top 100 | Datum van verschijnen | Datum van binnenkomst | Hoogste positie | Aantal weken | Opmerkingen          |
| ------------------------------------------------------------------- | --------------------- | --------------------- | --------------- | ------------ | -------------------- |
| Enrique Iglesias                                                    | 1995                  | 03-08-1996            | 67              | 9            |                      |
| Cosas del amor                                                      | 19-07-1999            | 07-08-1999            | 25              | 12           |                      |
| Enrique                                                             | 23-11-1999            | 04-12-1999            | 13              | 56           |                      |
| Escape                                                              | 29-10-2001            | 10-11-2001            | 5               | 88           | Platina              |
| 7                                                                   | 23-11-2003            | 06-12-2003            | 44              | 21           |                      |
| Insomniac                                                           | 22-06-2007            | 16-06-2007            | 6               | 50           | Goud                 |
| Greatest hits                                                       | 14-11-2008            | 22-11-2008            | 4               | 52           | Verzamelalbum / Goud |
| Euphoria                                                            | 02-07-2010            | 10-07-2010            | 5               | 22           |                      |
| Sex and love                                                        | 14-03-2014            | 22-03-2014            | 27              | 18           |                      |

| Album met hitnotering(en) in de Vlaamse Ultratop 200 albums | Datum van verschijnen | Datum van binnenkomst | Hoogste positie | Aantal weken | Opmerkingen          |
| ----------------------------------------------------------- | --------------------- | --------------------- | --------------- | ------------ | -------------------- |
| Enrique Iglesias                                            | 1995                  | 27-07-1996            | 21              | 14           |                      |
| Enrique                                                     | 23-11-1999            | 29-01-2000            | 19              | 15           |                      |
| Escape                                                      | 29-10-2001            | 17-11-2001            | 6               | 41           | Goud                 |
| 7                                                           | 23-11-2003            | 13-12-2003            | 70              | 5            |                      |
| Insomniac                                                   | 22-06-2007            | 23-06-2007            | 38              | 49           |                      |
| Greatest hits                                               | 14-11-2008            | 22-11-2008            | 5               | 71           | Verzamelalbum / Goud |
| Euphoria                                                    | 02-07-2010            | 10-07-2010            | 7               | 30           |                      |
| Sex and love                                                | 14-03-2014            | 29-03-2014            | 21              | 37           |                      |

### Singles
| Single met eventuele hitnotering(en) in de Nederlandse Top 40 | Datum van verschijnen | Datum van binnenkomst | Hoogste positie | Aantal weken | Opmerkingen                                                                                           |
| ------------------------------------------------------------- | --------------------- | --------------------- | --------------- | ------------ | --- |
| Bailamos                                                      | 09-08-1999            | 24-07-1999            | 4               | 16           | Nr. 4 in de Single Top 100                                                                            |
| Rhythm Divine                                                 | 09-10-1999            | 27-11-1999            | 20              | 9            | Nr. 25 in de Single Top 100                                                                           |
| Be with You                                                   | 13-03-2000            | 18-03-2000            | tip7            | -            | Nr. 70 in de Single Top 100                                                                           |
| Could I Have This Kiss Forever                                | 25-07-2000            | 16-09-2000            | 1(1wk)          | 13           | met Whitney Houston / Nr. 2 in de Single Top 100 / Alarmschijf                                        |
| Hero                                                          | 15-10-2001            | 03-11-2001            | 3               | 15           | Nr. 2 in de Single Top 100 / Goud                                                                     |
| Escape                                                        | 04-03-2002            | 02-03-2002            | 3               | 14           | Nr. 4 in de Single Top 100 / Alarmschijf                                                              |
| Love to See You Cry                                           | 10-06-2002            | 22-06-2002            | 25              | 5            | Nr. 37 in de Single Top 100                                                                           |
| Maybe                                                         | 2002                  | 21-12-2002            | 21              | 6            | Nr. 22 in de Single Top 100                                                                           |
| Don't Turn Off the Lights                                     | 2003                  | -                     | -               | -            | Nr. 89 in de Single Top 100                                                                           |
| Addicted                                                      | 10-11-2003            | 01-11-2003            | tip2            | -            | Nr. 50 in de Single Top 100                                                                           |
| Not in Love                                                   | 08-03-2004            | 27-03-2004            | 6               | 15           | met Kelis / Nr. 10 in de Single Top 100 / Alarmschijf                                                 |
| Do You Know? (The Ping Pong Song)                             | 01-06-2007            | 09-06-2007            | 2               | 18           | Nr. 2 in de Single Top 100 / Alarmschijf                                                              |
| Tired Of Being Sorry                                          | 28-09-2007            | 06-10-2007            | 3               | 18           | Nr. 3 in de Single Top 100 / Alarmschijf                                                              |
| Somebody's Me                                                 | 2007                  | 08-12-2007            | tip8            | -            | |
| Can You Hear Me                                               | 13-06-2008            | 21-06-2008            | 1(2wk)          | 14           | EK 2008 thema-nummer / Nr. 2 in de Single Top 100 / Alarmschijf                                       |
| Away                                                          | 2008                  | 08-11-2008            | tip9            | -            | met Sean Garrett                                                                                      |
| Takin' Back My Love                                           | 20-03-2009            | 28-03-2009            | 5               | 16           | met Ciara / Nr. 7 in de Single Top 100                                                                |
| I Like It                                                     | 10-05-2010            | 12-06-2010            | 13              | 14           | met Pitbull / Nr. 18 in de Single Top 100 / Alarmschijf                                               |
| Heartbeat                                                     | 05-07-2010            | 13-11-2010            | 20              | 9            | met Nicole Scherzinger / Nr. 33 in de Single Top 100                                                  |
| Tonight (I'm F**kin' You)                                     | 03-01-2011            | 15-01-2011            | 11              | 10           | met Ludacris & DJ Frank E / Nr. 11 in de Single Top 100 / Alarmschijf                                 |
| Dirty Dancer                                                  | 09-05-2011            | 14-05-2011            | 25              | 6            | met Usher / Nr. 39 in de Single Top 100 / Alarmschijf                                                 |
| I Iike How It Feels                                           | 19-09-2011            | 26-11-2011            | 37              | 2            | met Pitbull & The WAV.s / Nr. 76 in de Single Top 100                                                 |
| Finally Found You                                             | 2012                  | 15-09-2012            | tip14           | -            | met Sammy Adams                                                                                       |
| Bailando                                                      | 2014                  | 02-08-2014            | 5               | 17           | met Sean Paul, Gente de Zona & Descemer Bueno / Nr. 3 in de Single Top 100 / Alarmschijf / 2x Platina |
| Let Me Be Your Lover                                          | 2014                  | 22-11-2014            | tip4            | -            | met Pitbull                                                                                           |
| El Perdón                                                     | 2015                  | 13-06-2015            | 1(6wk)          | 26           | met Nicky Jam / Nr. 1 in de Single Top 100 / Alarmschijf / Platina                                    |
| Messin' Around                                                | 2016                  | 16-04-2016            | tip14           | -            | met Pitbull / Nr. 74 in de Single Top 100                                                             |
| Duele el Corazón                                              | 2016                  | 07-05-2016            | 7               | 21           | met Wisin / Nr. 14 in de Single Top 100 / Alarmschijf                                                 |
| Don't You Need Somebody                                       | 2016                  | 04-06-2016            | tip3            | -            | met RedOne, R. City, Serayah & Shaggy                                                                 |
| Súbeme la Radio                                               | 2017                  | 08-04-2017            | 10              | 23           | met Descemer Bueno & Zion & Lennox / Nr. 21 in de Single Top 100                                      |
| El Baño                                                       | 12-01-2018            | 20-01-2018            | tip16           | -            | met Bad Bunny                                                                                         |
| Move to Miami                                                 | 2018                  | 12-05-2018            | tip6            | -            | met Pitbull                                                                                           |
| Fútbol & rumba                                                | 2020                  | 27-06-2020            | tip20           | -            | met Anuel AA                                                                                          |
| Me Pasé                                                       | 2021                  | 03-07-2021            | 19              | 17           | met Farruko/ Alarmschijf                                                                              |

| Single met hitnotering(en) in de Vlaamse Ultratop 50 | Datum van verschijnen | Datum van binnenkomst | Hoogste positie | Aantal weken | Opmerkingen                                             |
| ---------------------------------------------------- | --------------------- | --------------------- | --------------- | ------------ | ------------------------------------------------------- |
| Si tú te vas                                         | 1995                  | 27-07-1996            | 6               | 20           | Nr. 6 in de Radio 2 Top 30                              |
| Experiencia religiosa                                | 07-10-1996            | 09-11-1996            | tip10           | -            |                                                         |
| Sólo en tí (only you)                                | 1997                  | 27-09-1997            | tip14           | -            |                                                         |
| Bailamos                                             | 09-08-1999            | 14-08-1999            | 11              | 14           | Nr. 11 in de Radio 2 Top 30                             |
| Rhythm Divine                                        | 09-10-1999            | 18-12-1999            | 31              | 12           |                                                         |
| Be with You                                          | 13-03-2000            | 15-04-2000            | tip3            | -            |                                                         |
| Could I Have This Kiss Forever                       | 25-07-2000            | 16-09-2000            | 8               | 15           | met Whitney Houston / Nr. 8 in de Radio 2 Top 30        |
| Sad Eyes                                             | 24-10-2000            | 20-01-2001            | tip12           | -            |                                                         |
| Hero                                                 | 15-10-2001            | 03-11-2001            | 2               | 24           | Nr. 1 in de Radio 2 Top 30 / Goud                       |
| Escape                                               | 04-03-2002            | 30-03-2002            | 5               | 14           | Nr. 2 in de Radio 2 Top 30                              |
| Love to See You Cry                                  | 10-06-2002            | 27-07-2002            | 32              | 6            | Nr. 17 in de Radio 2 Top 30                             |
| Maybe                                                | 2002                  | 18-01-2003            | 45              | 2            | Nr. 29 in de Radio 2 Top 30                             |
| To Love a Woman                                      | 2003                  | 17-05-2003            | tip2            | -            | met Lionel Richie                                       |
| Addicted                                             | 10-11-2003            | 22-11-2003            | tip5            | -            |                                                         |
| Not in Love                                          | 08-03-2004            | 27-03-2004            | 16              | 13           | met Kelis / Nr. 11 in de Radio 2 Top 30                 |
| Do You Know? (The Ping Pong Song)                    | 01-06-2007            | 30-06-2007            | 9               | 19           | Nr. 2 in de Radio 2 Top 30                              |
| Tired of Being Sorry                                 | 28-09-2007            | 20-10-2007            | 9               | 22           | Nr. 2 in de Radio 2 Top 30                              |
| Somebody's Me                                        | 2007                  | 26-04-2008            | tip24           | -            |                                                         |
| Can You Hear Me                                      | 13-06-2008            | 05-07-2008            | 12              | 16           | EK 2008 thema-nummer / Nr. 20 in de Radio 2 Top 30      |
| Away                                                 | 2008                  | 03-01-2009            | tip23           | -            | met Sean Garrett                                        |
| Takin' Back My Love                                  | 20-03-2009            | 04-04-2009            | 7               | 15           | met Ciara / Nr. 11 in de Radio 2 Top 30                 |
| I Like It                                            | 10-05-2010            | 22-05-2010            | 5               | 18           | met Pitbull                                             |
| Heartbeat                                            | 05-07-2010            | 16-10-2010            | 36              | 5            | met Nicole Scherzinger / Nr. 13 in de Radio 2 Top 30    |
| Tonight (I'm F**kin' You)                            | 03-01-2011            | 05-02-2011            | 7               | 14           | met Ludacris & DJ Frank E                               |
| Cuando me enamoro                                    | 19-07-2010            | -                     | -               | -            | met Juan Luis Guerra / Nr. 5 in de Radio 2 Top 30       |
| Dirty Dancer                                         | 09-05-2011            | 18-06-2011            | 32              | 9            | met Usher                                               |
| I Like How It Feels                                  | 19-09-2011            | 08-10-2011            | 43              | 3            | met Pitbull & The WAV.s                                 |
| Naked                                                | 09-01-2012            | 14-01-2012            | tip13           | -            | met Dev                                                 |
| Finally Found You                                    | 2012                  | 29-09-2012            | tip18           | -            | met Sammy Adams                                         |
| I'm a Freak                                          | 2014                  | 22-02-2014            | tip60           |              | Pitbull                                                 |
| Bailando                                             | 2014                  | 02-08-2014            | 6               | 17           | met Sean Paul, Gente de Zona & Descemer Bueno / Platina |
| El Perdón                                            | 2015                  | 04-07-2015            | 2               | 18           | met Nicky Jam / Platina                                 |
| Duele el Corazón                                     | 2016                  | 07-05-2016            | 5               | 21           | met Wisin                                               |
| Don't You Need Somebody                              | 2016                  | 11-06-2016            | tip             | -            | met RedOne, R. City, Serayah & Shaggy                   |
| Súbeme la Radio                                      | 2017                  | 01-04-2017            | 12              | 21           | met Descemer Bueno & Zion & Lennox                      |
| El Baño                                              | 2018                  | 20-01-2018            | tip11           | -            | met Bad Bunny                                           |
| Move to Miami                                        | 2018                  | 02-06-2018            | tip36           | -            | met Pitbull                                             |
| I Don't Dance (Without You)                          | 2018                  | 25-08-2018            | tip38           | -            | met Matoma & Konshens                                   |

### NPO Radio 2 Top 2000
| Nummers met noteringen in de NPO Radio 2 Top 2000    | '07  | '08 | '09  | '10  | '11  | '12  | '13  | '14  | '15  | '16  | '17  | '18  |
| ---------------------------------------------------- | ---- | --- | ---- | ---- | ---- | ---- | ---- | ---- | ---- | ---- | ---- | ---- |
| Bailamos                                             | 1318 | -   | -    | -    | -    | -    | -    | -    | -    | -    | -    | -    |
| Could I Have This Kiss Forever (met Whitney Houston) | 1495 | -   | -    | -    | -    | -    | -    | -    | -    | -    | -    | -    |
| Hero                                                 | -    | -   | 1113 | 1213 | 1129 | 1476 | 1540 | 1563 | 1305 | 1793 | 1931 | 1816 |

1. ↑  Een '-' betekent dat het nummer niet was genoteerd en een vetgedrukt getal geeft de hoogste notering van een nummer aan.
2. ↑  2007 was het eerste jaar met een notering voor Enrique Iglesias.
3. ↑  Deze tabel is bijgewerkt tot en met de laatste editie (2024).